# Kate McPhelim Cleary
Kate McPhelim Cleary (22 de agosto de 1863 - 16 de julio de 1905) fue una autora estadounidense del siglo XIX.

## Primeros años
Kate McPhelim nació en Richibucto, Nuevo Brunswick, Canadá, hija de los inmigrantes irlandeses James McPhelim y Margaret Kelly. Su padre murió cuando ella tenía dos años, dejando sola a su madre para criar a sus cuatro hijos. Después de un breve regreso a Irlanda donde vivieron con familiares, las dificultades financieras obligaron a la familia a emigrar a Filadelfia. Durante este tiempo, los cuatro hijos comenzaron a escribir historias, poemas y artículos para publicaciones como The Chicago Tribune y el Saturday Night de Filadelfia como fuente de ingresos para la familia. Kate publicó su primer poema a la edad de 14 años, y su primer cuento a la edad de 15.

## Carrera
Dos años más tarde, en 1880, la familia McPhelim se mudó a Chicago, donde Kate se casó con el empresario local Michael Timothy Cleary en 1884. Ese mismo año, ella y su madre se mudaron a Hubbell, Nebraska, donde Michael Cleary había establecido un negocio maderero en sociedad con su cuñado John Templeton. Entre los años de 1887 y 1894, dio a luz a cinco hijos (James, Marguerite, Gerald, Rosemarie y Vera Valentine). Su madre murió de neumonía en 1893, y en 1894 su propia vida se vio amenazada por una fiebre tras el nacimiento de su hija menor, Vera. En ese mismo año, su hija Marguerite murió de fiebre tifoidea a la edad de seis años. Durante este período, se hizo amiga de la también escritora Elia W. Peattie, y ambas establecieron lazos afectivos a través de sus comunes preocupaciones financieras, de salud y familiares.
En 1895, Michael Cleary se fue temporalmente a Chicago en un intento de rescatar su negocio, y durante los siguientes tres años viajó con frecuencia en busca de un mejor clima para aliviar su mala salud. En 1895, su hija Rosemarie murió a la edad de tres años. Dos años después, en 1897, Kate dio a luz a otro hijo (Edward). En 1898 su esposo vendió el negocio maderero y se mudó con la familia a Chicago.
En 1902, Kate ingresó voluntariamente en un sanatorio privado debido a su adicción a la morfina. Al año siguiente fue ingresada en el Hospital del Norte y Asilo para Locos de Elgin, Illinois, para recuperarse de su dependencia. El hospital la declaró cuerda en la primavera de 1904. En 1905, su esposo intentó llevarla en contra de su voluntad a un manicomio, pero su intento fue frustrado por una batalla judicial en la que un jurado determinó que estaba cuerda. Kate murió poco después a la edad de 41 años, sucumbiendo a una afección cardíaca que había sufrido la mayor parte de su vida.

## Logros profesionales
En 1898, The Chicago Chronicle nombró a Kate McPhelim Cleary como "una de las tres humoristas más importantes de Chicago". Sus historias cortas aparecían regularmente en publicaciones tales como The Chicago Tribune, Puck, Belford's Monthly, The Chicago Daily News, McClure's, Good Housekeeping, Cosmopolitan, St. Nicholas y The Youth's Companion. Su poema Nebraska fue recitado en la Feria Mundial de Chicago de 1893. Su novela feminista Like a Gallant Lady fue recibida favorablemente por la prensa crítica, que comparó su novela con las obras de Hannibal Hamlin Garland.

## Obras
- The Lady of Lynhurst (1886)
- Vella Vernel (1887)
- Feet of Clay (1893)
- Nebraska (1893)
- Told on a Prairie Schooner (1893)
- The New Man (1895)
- A Prairie Sketch (1895)
- Dust Storm (1895)
- Like a Gallant Lady (1897)
- Jim Peterson’s Pension (1899)
- The Rebellion of Mrs. McLelland (1899)
- An Ornament to Society (1899)
- The Road That Didn’t Lead Anywhere (1899)
- His Onliest One (1899)
- How Jimmy Ran Away (1899)
- Sent to Syringa (1899)
- The Stepmother (1901)

## Adaptaciones
En 2001, la serie Radio Tales produjo el drama radiofónico Feet of Clay, que fue una adaptación del cuento del mismo nombre de Kate McPhelim Cleary, publicado en la revista Belford's Monthly en 1893. La adaptación del drama radiofónico se estrenó en la National Public Radio y fue posteriormente transmitido en XM Satellite Radio.

## Otros proyectos
- Wikimedia Commons alberga una categoría multimedia sobre Kate McPhelim Cleary.

- Datos: Q6375649
- Multimedia: Kate McPhelim Cleary / Q6375649